# Barquillit
Barquillit ist ein sehr selten vorkommendes Mineral aus der Mineralklasse der „Sulfide und Sulfosalze“. Es kristallisiert im tetragonalen Kristallsystem mit der chemischen Zusammensetzung Cu2(Cd,Fe)GeS4 und ist damit das Cadmium-Analogon von Briartit (Cu2(Zn,Fe)GeS4). Die in den runden Klammern angegebenen Elemente Cadmium und Eisen können sich in der Formel jeweils gegenseitig vertreten (Substitution, Diadochie), stehen jedoch immer im selben Mengenverhältnis zu den anderen Bestandteilen des Minerals.
Barquillit ist in jeder Form undurchsichtig und entwickelt nur kleine, tafelige Kristalle bis etwa 50 μm in rosettenförmigen Mineral-Aggregaten von grauer, metallisch glänzender Farbe mit einem Stich ins Violette.

## Etymologie und Geschichte
Erstmals entdeckt wurde Barquillit 1996 in der „Fuentes Villanas Mine“ bei Barquilla in der Provinz Salamanca in der autonomen spanischen Region Kastilien-León. Beschrieben wurde er 1999 von A. Murciego, I. Pascua, J. Babkine, Y. Dusausoy, O. Medenbach und H.-J. Bernhardt, die das Mineral nach der nächstgelegenen Stadt der Typlokalität benannten.

## Klassifikation
In der veralteten 8. Auflage der Mineralsystematik nach Strunz war der Barquillit noch nicht aufgeführt.
In der zuletzt 2018 überarbeiteten Lapis-Systematik nach Stefan Weiß, die formal auf der alten Systematik von Karl Hugo Strunz in der 8. Auflage basiert, erhielt das Mineral die System- und Mineralnummer II/C.06-045. Dies entspricht der Klasse der „Sulfide und Sulfosalze“ und dort der Abteilung „Sulfide mit dem Stoffmengenverhältnis Metall : S,Se,Te ≈ 1 : 1“, wo Barquillit zusammen mit Briartit, Černýit, Famatinit, Ferrokësterit, Hocartit, Kësterit, Keutschit, Kuramit, Luzonit, Permingeatit, Petrukit, Pirquitasit, Rhodostannit, Sakuraiit, Stannit, Toyohait und Velikit die „Stannitgruppe“ mit der Systemnummer II/C.06 bildet.
Die von der International Mineralogical Association (IMA) zuletzt 2009 aktualisierte 9. Auflage der Strunz’schen Mineralsystematik ordnet den Barquillit in die Klasse der „Sulfide und Sulfosalze (Sulfide, Selenide, Telluride, Arsenide, Antimonide, Bismutide, Sulfarsenide, Sulfantimonide, Sulfbismutide)“ und dort in die Abteilung „Sulfarsenate“ ein. Hier ist das Mineral in der Unterabteilung „Sulfarsenate mit (As,Sb)S4-Tetraedern“ zu finden, wo es zusammen mit Briartit, Famatinit, Luzonit und Permingeatit die „Luzonitgruppe“ mit der Systemnummer 2.KA.10 bildet.
In der vorwiegend im englischen Sprachraum gebräuchlichen Systematik der Minerale nach Dana hat Barquillit die System- und Mineralnummer 02.09.02.11. Das entspricht der Klasse der „Sulfide und Sulfosalze“ und dort der Abteilung „Sulfidminerale“. Hier findet er sich innerhalb der Unterabteilung „Sulfide – einschließlich Selenide und Telluride – mit der Zusammensetzung AmBnXp, mit (m+n):p=1:1“ in der „Stannitgruppe (Tetragonal: I42m) A2BCS-Typ“, in der auch Stannit, Černýit, Briartit, Kuramit, Sakuraiit, Hocartit, Pirquitasit, Velikit, Kësterit und Ferrokësterit eingeordnet sind.

## Bildung und Fundorte
Barquillit bildet sich hydrothermal in zinn-, germanium-, cadmium-, kupfer- und eisenhaltigen Gang-Lagerstätten. Als Begleitminerale treten unter anderem Bornit, Chalkopyrit, Digenit, Greenockit, Mawsonit, Mohit, Stannit, Stannoidit und Tetraedrit auf.
Bisher (Stand: 2012) konnte Barquillit nur an seiner Typlokalität „Fuentes Villanas Mine“ in Spanien gefunden werden.

## Kristallstruktur
Barquillit kristallisiert tetragonal in der Raumgruppe I42m (Raumgruppen-Nr. 121) mit den Gitterparametern a = 5,45 Å und c = 10,61 Å sowie 2 Formeleinheiten pro Elementarzelle.